# 42e régiment d'infanterie (France)
Pour les articles homonymes, voir 42e régiment.
Le 42e régiment d'infanterie (42e RI) est un régiment d'infanterie de l'Armée de terre française créé sous la Révolution à partir du régiment de Limousin, un régiment français d'Ancien Régime
Depuis la Première Guerre mondiale, il est surnommé « l’as de carreau » (division des As).

## Création et différentes dénominations
- 15 juin 1684 : Prend le nom de Régiment de Limousin
- 1er janvier 1791 : Tous les régiments prennent un nom composé du nom de leur arme avec un numéro d’ordre donné selon leur ancienneté. Le régiment de Limousin devient le 42e régiment d'infanterie de ligne ci-devant Limousin.
- 1793 : Amalgamé il prend le nom de 42e demi-brigade de première formation
- 1796 : Reformé en tant que 42e demi-brigade de deuxième formation
- 1803 : Renommé 42e régiment d'infanterie de ligne
- 12 mai 1814 : pendant la Première Restauration, le 42e régiment d'infanterie prend le no 39.
- 20 avril 1815 : Un décret rend aux anciens régiments d'infanterie de ligne les numéros qu'ils avaient perdus.
- 16 juillet 1815 : Comme l'ensemble de l'armée napoléonienne, il est licencié à la Seconde Restauration
- 11 août 1815 : création de la 15e légion de la Charente
- 1820 : la légion de la Charente est amalgamée et renommée 42e régiment d'infanterie de ligne
- 1882 : Renommé 42e régiment d'infanterie.
- 1914 : À la mobilisation, il met sur pied son régiment de réserve, le 242e régiment d’infanterie
- 1923 : Dissolution (traditions gardées par le 35e RI)
- 1936 : 42e régiment d’infanterie de forteresse de Neuf-Brisach

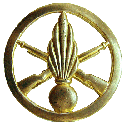
Insigne de béret de l'infanterie

- 1940 : Dissolution
- 1945 : 42e régiment d'infanterie
- 1945 : Dissolution
- 1952 :42e bataillon d'infanterie
- 1958 :42e régiment d'infanterie mécanisée
- 1991 : Dissolution

## Chefs de corps
- 21 octobre 1791 : colonel Joseph de Buonavita (*)
- 23 novembre 1791 : : colonel Jean-Christophe Louis de Closen (*)
- 5 février 1792 : colonel François-Charles de Maillard
- 16 octobre 1792 : colonel Guillaume Ayroles Desangles de Laisac
- 1794 : chef-de-brigade Philibert Gaudet (*)
- 1795 : chef-de-brigade Hyacinthe Roger-Duprat (**)
- 1796 : chef-de-brigade René François Aubrée (*)
- 1799 : chef-de-brigade Joseph Marie Piolaine
- 1800 : chef-de-brigade Léonard Jean Aubry Huard de Saint-Aubin (*)
- 1807 : colonel Jean-Baptiste Espert de Latour (*)
- 1811 : colonel René Jean-Baptiste Rubillon
- 1814 : colonel Joseph Hyacinthe Daries
- 1815 : colonel René Jean-Baptiste Rubillon
- 1815 : colonel d'Arbaud-Joucques
- 1821 : colonel de La Serre
- 1830 : colonel Hendsch
- 1838 : colonel Eugène Alexandre Husson
- 1845 : colonel de Sparre
- 1851 : colonel Espinasse
- 1852 : colonel d'Hendecourt
- 1855 : colonel Jean-Baptiste Alexandre Montaudon
- 1855 : colonel de Bras-de-Fer
- 1862 : colonel Dumont
- 1866 : colonel Avril de l'Enclos
- 1870 : colonel Comte
- 1876 : colonel Fisher
- 1880 : colonel Routier
- 1887 : colonel Lahalle
- 1893 : colonel Goudmant
- 1894 : colonel Blouet
- 1898 : colonel Renaudin
- 1901 : colonel Hache (**)
- 1906 : colonel Girard
- 1907 : colonel Henri Micheler (**)
- 1908 : colonel Souchier
- 1909 : colonel Dufour
- 1911 : colonel Bonfait
- 1914 : colonel Petit
- 1915 : colonel Engelhard
- 1916 : colonel Reboul
- 1936 : colonel Callaudaux
- 1937 : colonel Balle-Gourdon
- 1938-1940 : colonel Fonlupt
- 1945 : colonel Mouzel
- 1952 : colonel Gaymard
- 1954 : colonel Glisse de la Riviere
- 1957 : colonel Randon
- 1958 : colonel Pugliesi-Conti
- 1959 : colonel Marius Guédin
- 1961 : colonel Collinet
- 1964 : colonel Mathon
- 1964 : colonel Wagner
- 1966 : colonel Roidot
- 1968 : colonel Parcollet
- 1970 : colonel Pascual
- 1972 : colonel Delbos
- 1974 : colonel Fouquet-Lapar
- 1976 : colonel Paravy
- 1978 : colonel Henry
- 1980 : colonel Pipart
- 1982 : colonel Pinatel (**)
- 1984 : colonel Sourisseau
- 1986 : colonel Patois
- 1988 : colonel Breg(*)
- 1990 : colonel Diot

(*) Officiers qui devinrent par la suite généraux de brigade. (**) Officiers qui devinrent par la suite généraux de division.
- colonels tués ou blessés alors qu'il commandait le 42e régiment d’infanterie de ligne :
- 28 juin 1815 : colonel Rubillon, blessé.
- Officiers tués ou blessés alors qu'ils servaient au 42e régiment d'infanterie de ligne durant la période 1804 - 1815 :
- Officiers tués : 19
- Officiers mort des suites de leurs blessures : 7
- Officiers blessés : 89

## Historique des garnisons, combats et batailles du42eRI

### 42erégimentd'infanterie de ligne ci-devant Limousin (1791-1794)

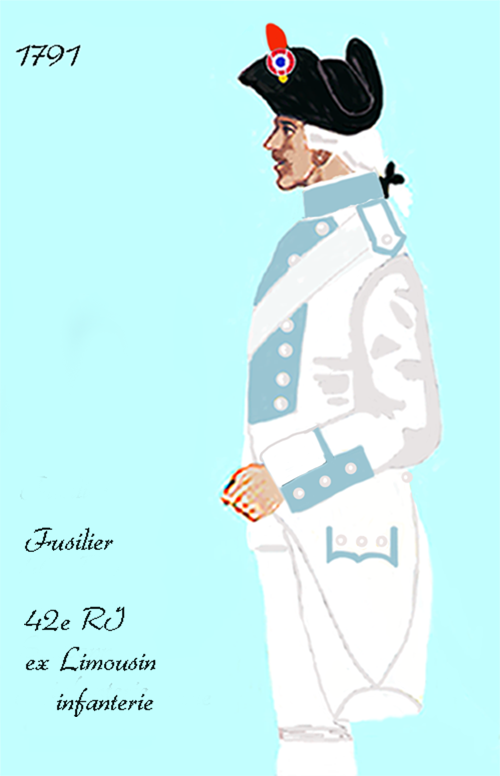
42e régiment d’infanterie de ligne de 1791 à 1794
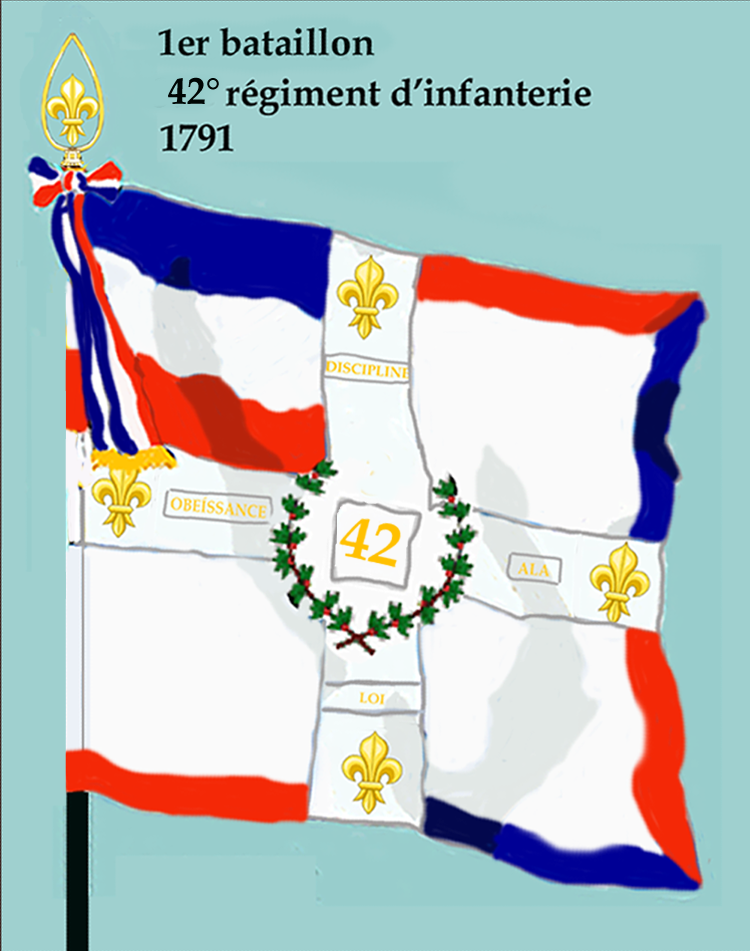
Drapeau du 1er bataillon du 42e régiment d'infanterie de ligne de 1791 à 1793
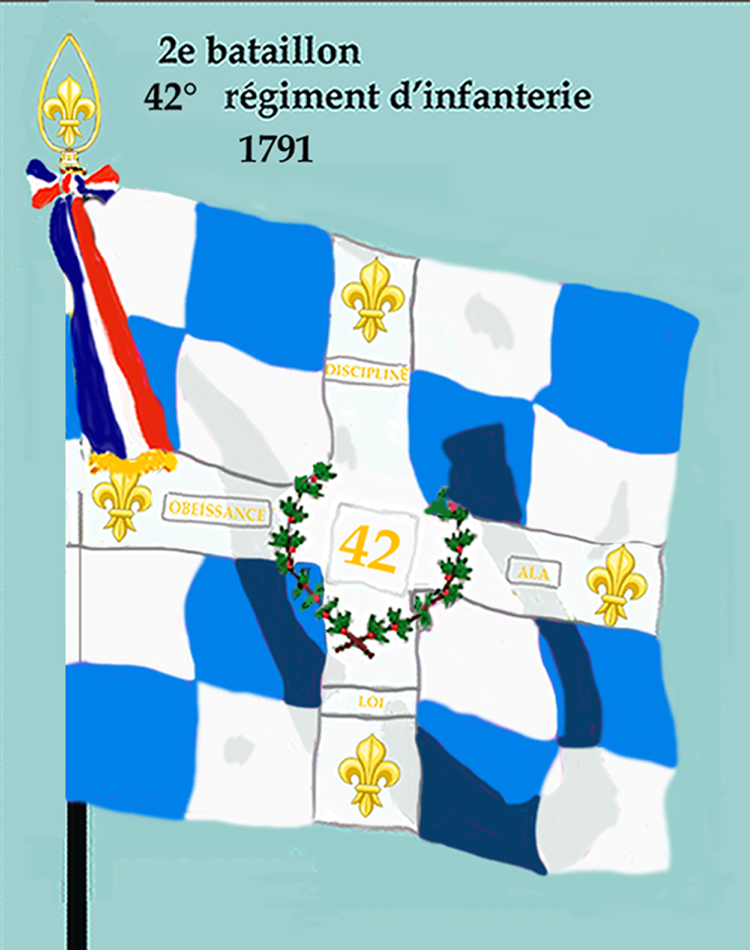
Drapeau du 2e bataillon du 42e régiment d'infanterie de ligne de 1791 à 1793
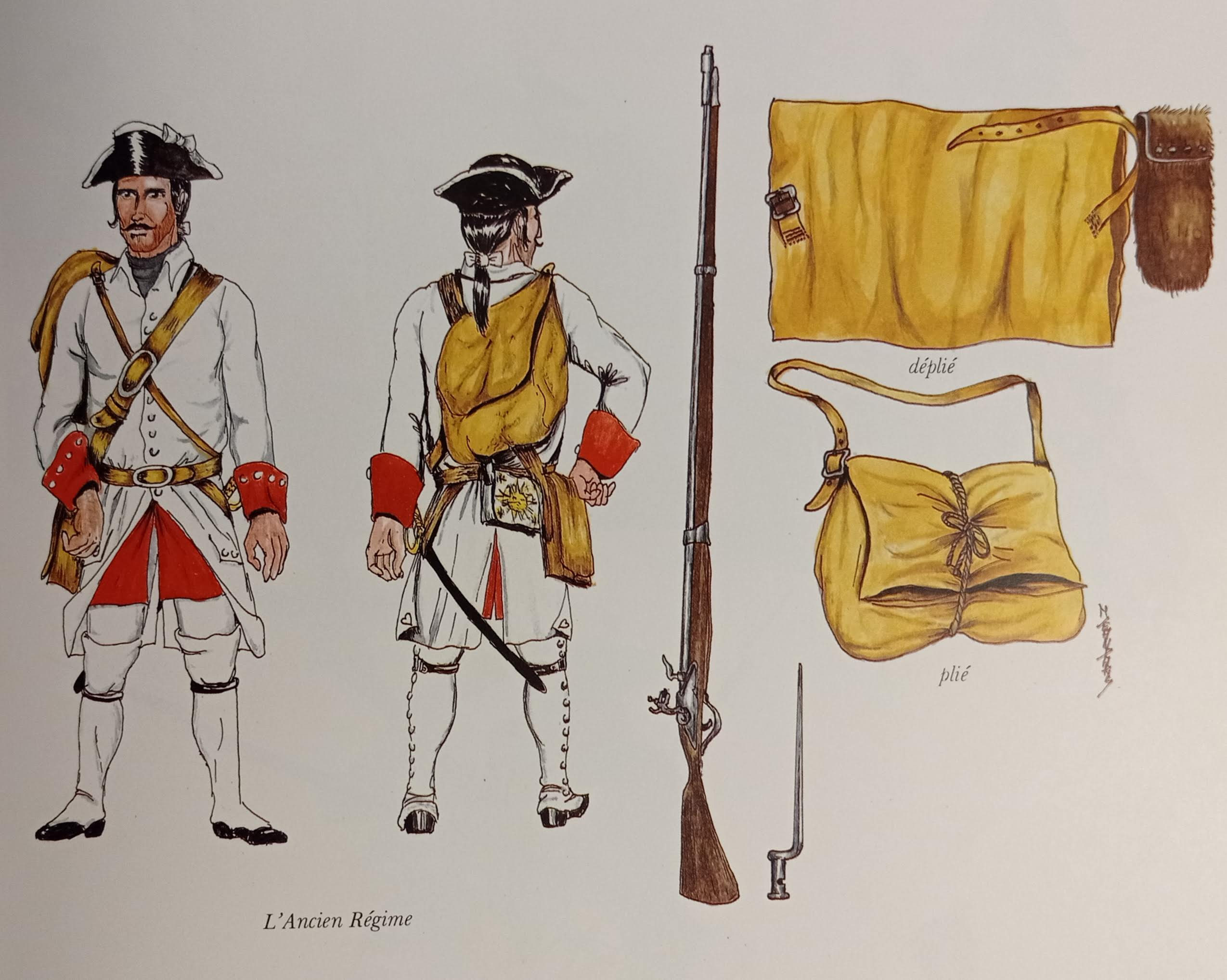
Uniformes du régiment de limozin
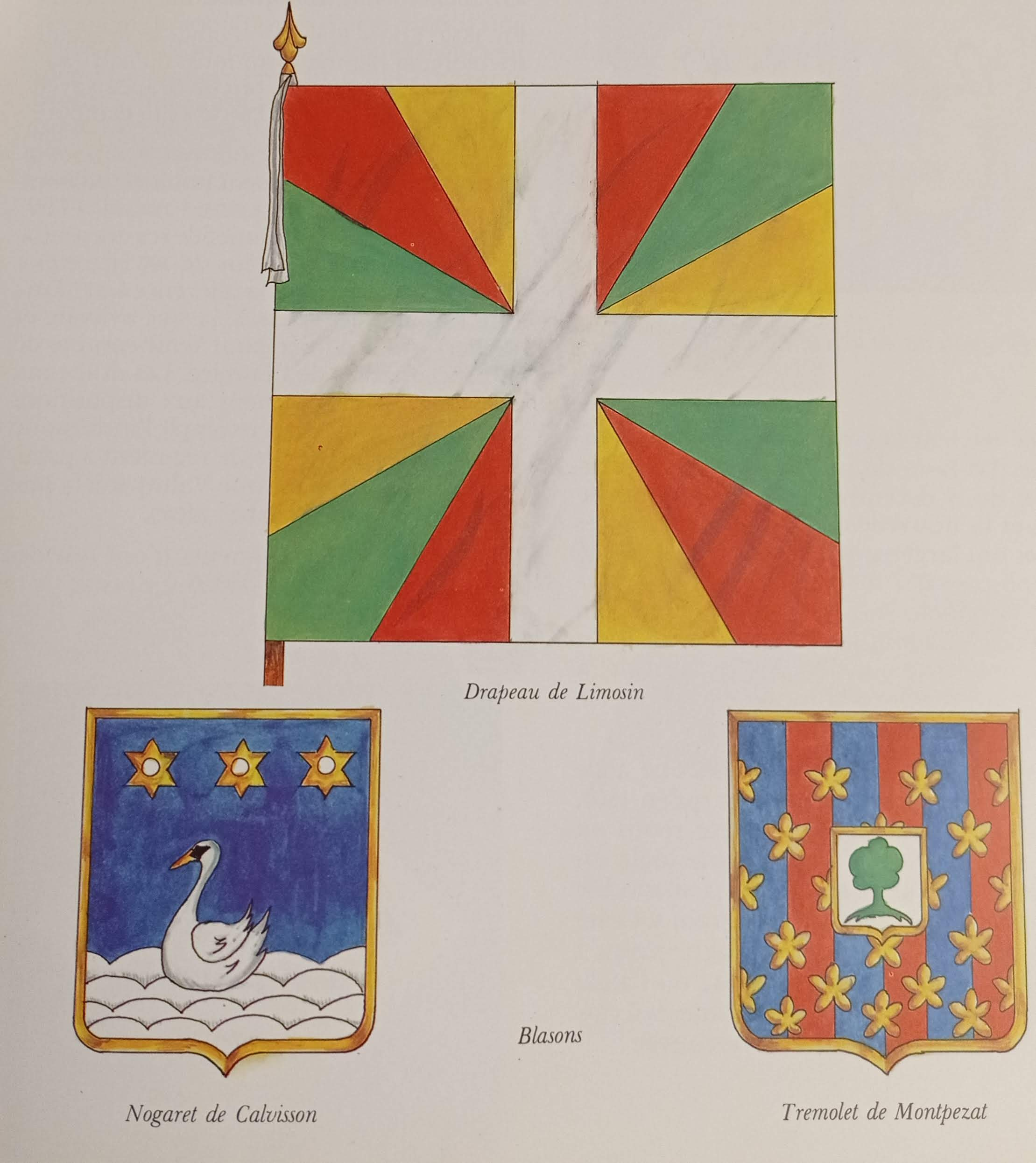
Drapeau du régiment de limozin

#### Guerres de la Révolution et de l'Empire
- 1791 : Sardaigne

Lors du premier amalgame, le 1er bataillon est incorporé dans la 83e demi-brigade de première formation et le 2e bataillon est incorporé dans la 84e demi-brigade de première formation.

### 42edemi-brigade de première formation(1793-1796)

#### Guerres de la Révolution et de l'Empire
En 1793, lors du premier amalgame la 42e demi-brigade de première formation est formée avec les :
- 2e bataillon du 21e régiment d'infanterie (ci-devant Guyenne) ;
- 3e bataillon de volontaires de la Corrèze ;
- 10e bataillon de volontaires du Bas-Rhin également appelé bataillon des Amis.

La 42e demi-brigade, fait les campagnes de l'an II (1794) et de l'an III (1795) à l'armée du Rhin et celle de l'an IV (1796) à l'armée de Rhin-et-Moselle
Lors du second amalgame, elle est incorporée dans la 38e demi-brigade de deuxième formation.

### 42edemi-brigade de deuxième formation(1796-1803)

#### Guerres de la Révolution et de l'Empire
La 42e demi-brigade de deuxième formation est formée le 20 février 1796 (1er ventôse de l'an IV) par l'amalgame de la 31e demi-brigade de première formation (1er bataillon du 16e régiment d'infanterie (ci-devant Agénois), 1er bataillon de volontaires d'Ille-et-Vilaine et 2e bataillon de volontaires d'Ille-et-Vilaine).
La 42e demi-brigade fait les campagnes de l'an IV (1796) et de l'an V (1797) à l'armée du Nord, celle de l'an VI (1798) aux armées d'Allemagne et de Batavie.
Lors de la campagne de l'an VII (1799) elle se signale à l'armée de Batavie lors de l'attaque du Zyp, le 19 septembre lors de la bataille de Bergen, puis à celle d'Alkmaer, le 2 octobre, puis de Kastricum le 6 octobre.
Elle effectue les campagnes de l'an VIII (1800) et de l'an IX (1801) aux armées de Batavie et du Rhin et participe aux batailles de Biberach, d'Ampfingen, de Hohenlinden, d'Ulm et Hochstadt.

### 42erégimentd'infanterie de ligne (1803-1815)

#### Guerres de la Révolution et de l'Empire
Par décret du 24 septembre 1803 (1er vendémiaire de l'an XII), le Premier Consul prescrit une nouvelle réorganisation de l'armée française. Il est essentiel de faire remarquer, pour faire comprendre comment, souvent le même régiment avait en même temps des bataillons en Allemagne, en Espagne et en Portugal, ou dans d'autres pays de l'Europe, que, depuis 1808, quelques régiments comptaient jusqu'à 6 bataillons disséminés, par un ou par deux, dans des garnisons lointaines et dans les diverses armées mises sur pied depuis cette date jusqu'en 1815.

Ainsi, le 42e régiment d'infanterie de ligne est formé à 3 bataillons avec la 1er, 2e et 3e bataillons de la 42e demi-brigade de deuxième formation.
Le 42e régiment d'infanterie de ligne fait les campagnes de l'an XII (1803), de l'an XIII (1804) de l'an XIV (1805) et de 1806 à l'armée de Naples ou il combat à Maida et à Reggio.

En 1807 il est aux armées de Naples et d'Italie et se trouve à Bologne et Vérone.

En 1808 et de 1809 le régiment est rattaché aux armées d'Italie (5e corps et d'Espagne (7e corps) avec lesquels il participe aux batailles de Raab, de Wagram et au siège de Gérone.
Durant les campagnes de 1810, 1811 et 1812 il est rattaché aux armées de Catalogne et d'Aragon avec lesquelles il participe durant la guerre d'indépendance espagnole au sièges et batailles de Vich, Santa Coloma de Lérida Tarragone, et Mataró
Lors des campagnes de 1813 le régiment est à l'armée de Catalogne et au corps d'observation d'Italie et se trouve aux sièges et batailles de Tarragone, en Espagne, Tarvis et Caldiero (en) et en Allemagne à celles de Bautzen, Lukau, Gross Beeren, et Dennewitz.
Il effectue la campagne de 1814 aux armées des Pyrénées et d'Italie et s'illustre pendant les batailles de Monzambano, Taro et Jacca.
Après l'exil de Napoléon Ier à l'île d'Elbe, par ordonnance du 12 mai 1814 le roi Louis XVIII réorganise les corps de l'armée française. Ainsi le 42e régiment d'infanterie prend le no 39.
À son retour de l'île d'Elbe, le 1er mars 1815, Napoléon Ier prend, le 20 avril 1815, un décret qui rend aux anciens régiments d'infanterie de ligne les numéros qu'ils avaient perdus.
En 1815 il est au 7e corps de la Grande Armée et combat à Loriol, Bonneville et Nantua,.
Après la seconde abdication de l'Empereur, Louis XVIII réorganise l'armée de manière à rompre avec l'héritage politico-militaire du Premier Empire. À cet effet une ordonnance du 16 juillet 1815 licencie l'ensemble des unités militaires françaises.

### Légion de la Charente (1815-1820)
Par ordonnance du 11 août 1815, Louis XVIII crée les légions départementales. La 15e Légion de la Charente, qui deviendra le 42e régiment d'infanterie de ligne en 1820, est créée.

### 16erégiment d'infanterie de ligne(1820-1882)
En 1820 une ordonnance royale de Louis XVIII réorganise les corps de l'armée française en transformant les légions départementales régiments d'infanterie de ligne. Ainsi, le 42e régiment d'infanterie de ligne est formé avec les 3 bataillons de la légion de la Charente.

#### 1820-1852
De 1828-1833, il participe à l’expédition de Morée pour soutenir les insurgés grecs lors de la guerre d'indépendance grecque et participe au siège du château de Morée.
Une ordonnance du 18 septembre 1830 créé le 4e bataillon et porte le régiment, complet, à 3 000 hommes.
En juin 1832, il participe à la répression de l'insurrection républicaine à Paris
- Le 30 octobre 1836[5], le prince Louis-Napoléon, débarqué à Boulogne-sur-Mer, tente de rallier le régiment à son coup d'État, sans succès. Le 42e fit échouer par sa résistance la tentative du prince Louis-Napoléon.

#### Second Empire
En 1854-1855 il participe à la Guerre de Crimée. Engagé dans la bataille du Grand Redan, son attitude permet au général Mac Mahon de se rendre maitre de Malakoff.
Par décret du 2 mai 1859 le 42e régiment d'infanterie fourni 1 compagnie pour former le 102e régiment d'infanterie de ligne.
- 1863 : Algérie
- 1867 : Rome

#### 1870à1914
Guerre franco-prussienne de 1870
Le 42e de ligne, qui était à Rome, en Italie, au moment de la déclaration de guerre, remonte à Charleville en passant par Paris mais doit retraiter vers la capitale, le 30 août, après l'affaire de Poix et la défaite de Sedan.
Engagé, avec 1 600 hommes, du 17 septembre 1870 au 26 janvier 1871 dans la  défense de Paris, le régiment se trouve engagé le 30 septembre dans les combats à Chevilly, le 13 octobre 
à Bagneux et du 29 novembre au 3 décembre à la bataille de Champigny et dans les combats de Coeuilly.
Pendant ce temps, 2 compagnies du 42e régiment d'infanterie de ligne qui composaient le 44e régiment de marche furent engagés, le 24 novembre 1870, dans les combats de Chilleurs, Ladon, Boiscommun, Neuville-aux-Bois et Maizières dans le Loiret.
Le 9 janvier 1871, ces 2 compagnies du 42e régiment d'infanterie de ligne qui composaient le 44e régiment de marche furent engagés dans la bataille de Villersexel.
Durant la Commune de Paris en 1871, le régiment participe avec l'armée versaillaise à la semaine sanglante.
Après le traité de Francfort, qui met fin à la guerre, le 42e vient tenir garnison à Belfort, à quelques pas de la frontière.

#### Première Guerre mondiale
Affectation : casernement Belfort, Giromagny, 28e brigade d'infanterie, 7e corps d'armée, 14e division d'infanterie d'août 1914 à mai 1917 puis à la 41e division d'infanterie jusqu'en novembre 1918.

##### 1914
Le 4 août une fraction de la 3e compagnie du régiment entre en contact avec une patrouille de cavalerie allemande qui est mise en fuite.
Le 8 août, le régiment entre dans Mulhouse puis continue sa progression jusqu'à l'Île Napoléon et Rixheim.
Le 9 août, à la nuit, une violente contre-attaque ennemie, partie de la forêt de la Hart, soutenue par une puissante artillerie, oblige les troupes françaises à abandonner le terrain conquis.
Le 19 août le régiment s'illustre à Dornach, en s'emparant d'une batterie de six pièces de 77 et en capturant 200 prisonniers. Il entre pour la seconde fois à Mulhouse.
À la fin du mois d'août, le régiment quitte l'Alsace et est transporté dans les environs d'Amiens et se trouve le 29 août à la bataille de Proyart afin de retarder la marche des armées allemandes.
Le 6 septembre le régiment, engagé dans l’offensive de l'Aisne, se bat à Bouillancy, Vic-sur-Aisne, Saint-Christophe, Sacy, Autrêches et Vingré le 20 septembre.
À la guerre de mouvement succède la guerre de position. Ainsi, le régiment s'enterre tout en participant à de durs combats sur le plateau de Nouvron en particulier le 12 novembre. Les attaques échouent chaque fois devant les positions allemandes constituées par des tranchées invisibles, protégées par d'épais réseaux de fil de fer, et défendues par une nombreuse artillerie. À la fin du mois de novembre, le régiment est mis en réserve et envoyé au repos.
- 25 décembre : attaque des tranchées allemandes du bois Saint-Mard (près de Tracy-le-Val).

##### 1915
- 12 janvier : Soissons.
- de janvier à mai : secteur de Vingré.
- 6 juin : Quennevières[8].
- août : Première bataille de Champagne.
- 25 septembre-6 octobre : seconde bataille de Champagne

##### 1916
- 17 février : Bataille de Verdun.
- juin à juillet : Secteur des Vosges.
- juillet : la Somme, Cléry-sur-Somme et Maurepas (Somme).
- le 24 août : attaque vers Cléry-sur-Somme, le régiment perd 600 soldats[9].

##### 1917
- février à mars : Berry-au-Bac et Loivre.
- 16-17 avril : Bataille de l'Aisne, (Offensive Nivelle) Bataille du Chemin des Dames.
- juin : Brimont.
- septembre : Chalon-sur-Marne.
- 15 octobre : Verdun.

##### 1918
- de janvier à avril: Valhey et Bauzemont.
- 20 mai : Locre.
- 11 juillet : Senlis.
- 26 août : Soissons.
- 16 septembre : Chemin des Dames.
- 22 septembre : Saint-Omer.
- 18 octobre : Beveren.
- Anecdote : l'affiche célèbre de la grande Guerre « On les aura » montre un poilu de face son fusil à la main, avec les chiffres du 42e RIsur sa capote[10].

#### Entre-deux-guerres
Le régiment est dissous en 1923.
Recréé en 1936 à Neuf-Brisach sous l'appellation de 42e régiment d'infanterie de forteresse, surnom de « régiment de Neuf-Brisach ».

#### Seconde Guerre mondiale
Formé le 24 août 1939 le 42e régiment d'infanterie de forteresse, appartient au 104e division d'infanterie de forteresse. Région Militaire, Centre Mobilisateur d'infanterie; réserve A RIF type Bas-Rhin; il est mis sur pied par le CMI 71-74 Neuf-Brisach. Le régiment est dissous en 1940. Il est reconstitué puis dissous en 1945.

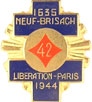
Insigne régimentaire du 42e régiment d’infanterie lors de la libération à Paris en 1944.

## Depuis1945
Il est recréé en 1952 comme 42e bataillon d'infanterie.

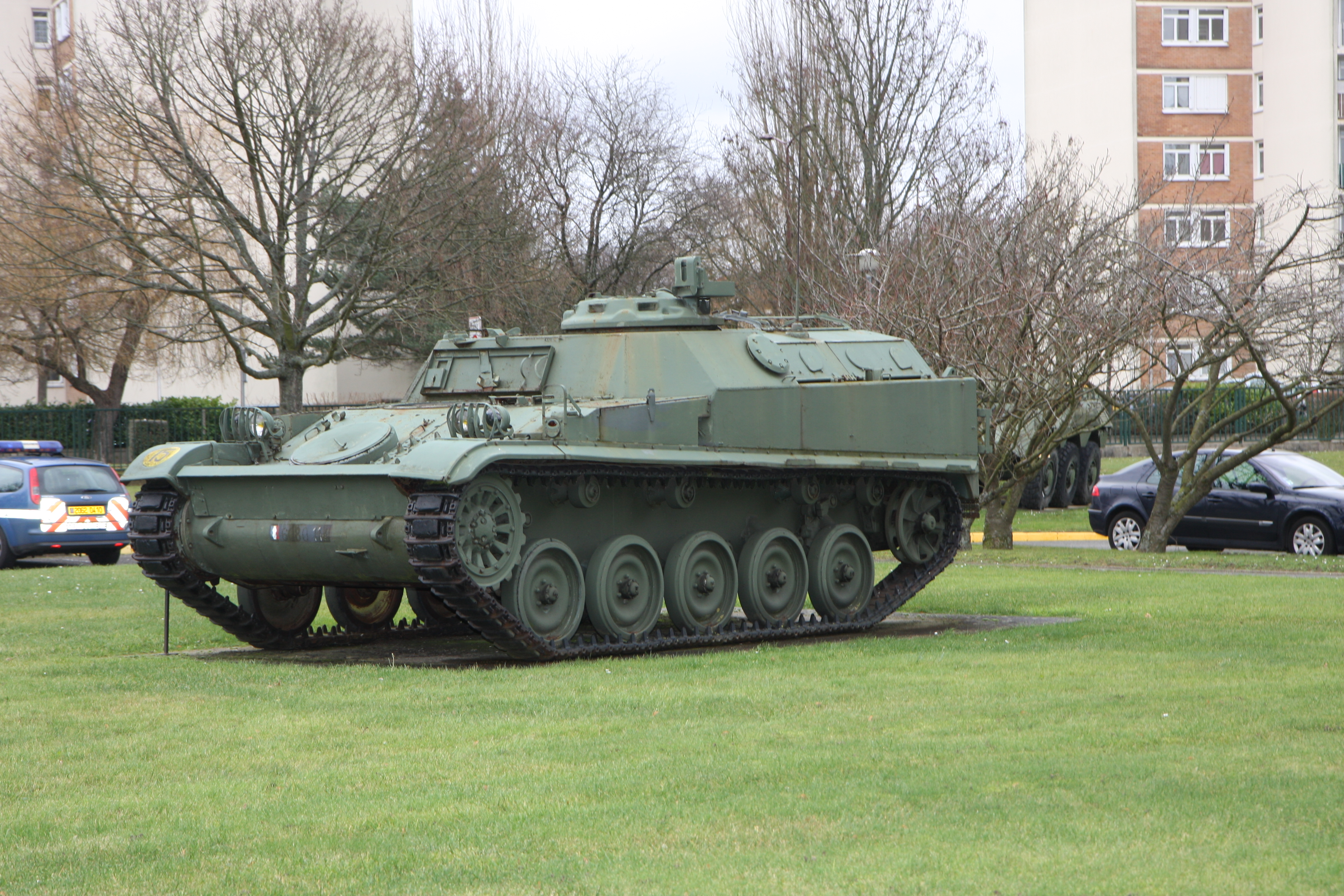
AMX 13 VTT.

Membre des Forces Françaises en Allemagne, il appartient à la 3e brigade mécanisée de la 1re Division blindée.
De 1956-1960, il est en garnison à Constance, quartier Maugean. En février 1960, il rejoint la garnison de Radolfzell, il y restera jusqu'en 1968, année où il partira pour Wittlich. De 1958 à 1960, il est commandé par le colonel Guedin[réf. nécessaire]. Il est l'un des premiers régiments d'infanterie équipé de véhicules chenillés transports de troupes de type (A.M.X.13 VTT perçus sans tourelle CKFL). Équipage : un pilote, un sous-officier chef de char et chef de groupe de combat, un radio tireur, une équipe de voltigeurs composée d'un chef d'équipe, trois voltigeurs, une équipe pièce fusil mitrailleur, composée d'un chef d'équipe, un tireur F.M., un pourvoyeur chargeur. Une section se compose de quatre groupes de combat, une compagnie se compose de trois sections de combat et d'une section de commandement. Ce régiment est intégré aux forces françaises en Allemagne, il est l'une des composantes de la troisième division d'infanterie, treizième brigade mécanisée, dont le QG est à Constance, sous le commandement du général Aullard.
En 1964-1965, le 42e RI était basé à Radolfzell, en Allemagne.
À cette époque, le Capitaine Pithon aidé du Capitaine Rousseau commandaient le Groupement Instruction.
Le capitaine Bodilis succédera au capitaine Pithon en 1966 au terme de son commandement. Le régiment est composé de 3 compagnies de combat, d'un groupement d'instruction, d'une compagnie de commandement administrative et services "CCAS" une compagnie de reconnaissance, stationnée à Friedrichshafen. Effectif 1 200 hommes, officiers, sous-officiers compris.
Le régiment partit pour Wittlich près de Trêves en juillet 1968. Il était binôme de brigade blindée comme régiment mécanisé avec le 8e groupement de chasseurs mécanisés, tous deux à quatre unités combattantes (deux escadrons de chars et deux compagnies de combat), avec des chars AMX-13 et transports VTT.
juin 1978 le régiment a quitté wittlich pour offenburg.
Dans les années 80, le régiment était en garnison dans la ville d'Offenburg (Allemagne, ex R.F.A.), et faisait partie de la troisième Division blindée.
En 1980, les 1er et 2e escadron du 42e RI comprenaient chacun 2 pelotons de 11 hommes avec 3 chars AMX13 canon 90 mm et 1 camion UNIMOG et un peloton de 3 chars AMX 13 canon de 75 plus 4 missiles SS11. Durant cette période, le 1er et 2e escadron firent une session de tirs à Canjuers, une présentation d'arme devant le Président Valéry Giscard d'Estaing et le Chancelier Helmut Schmidt et une mission inter-armées[réf. nécessaire].
Le 42e a effectué une première mission de relève à Berlin en mars 1980  pour garder la ville à l'intérieur du mur puis une nouvelle mission de relève à Berlin sous les ordres du colonel Breg au moment de la chute du mur en 1989, avant d'être dissous en 1991.
Après la dissolution du 42e régiment d'infanterie, la caserne ainsi que les mess des sous-officiers, des officiers, tous les bâtiments y compris ceux abritant les militaires d'active et les officiers "aspirants" ont été remis aux autorités allemandes.

## Drapeau
Il porte, cousues en lettres d'or dans ses plis, les inscriptions suivantes :

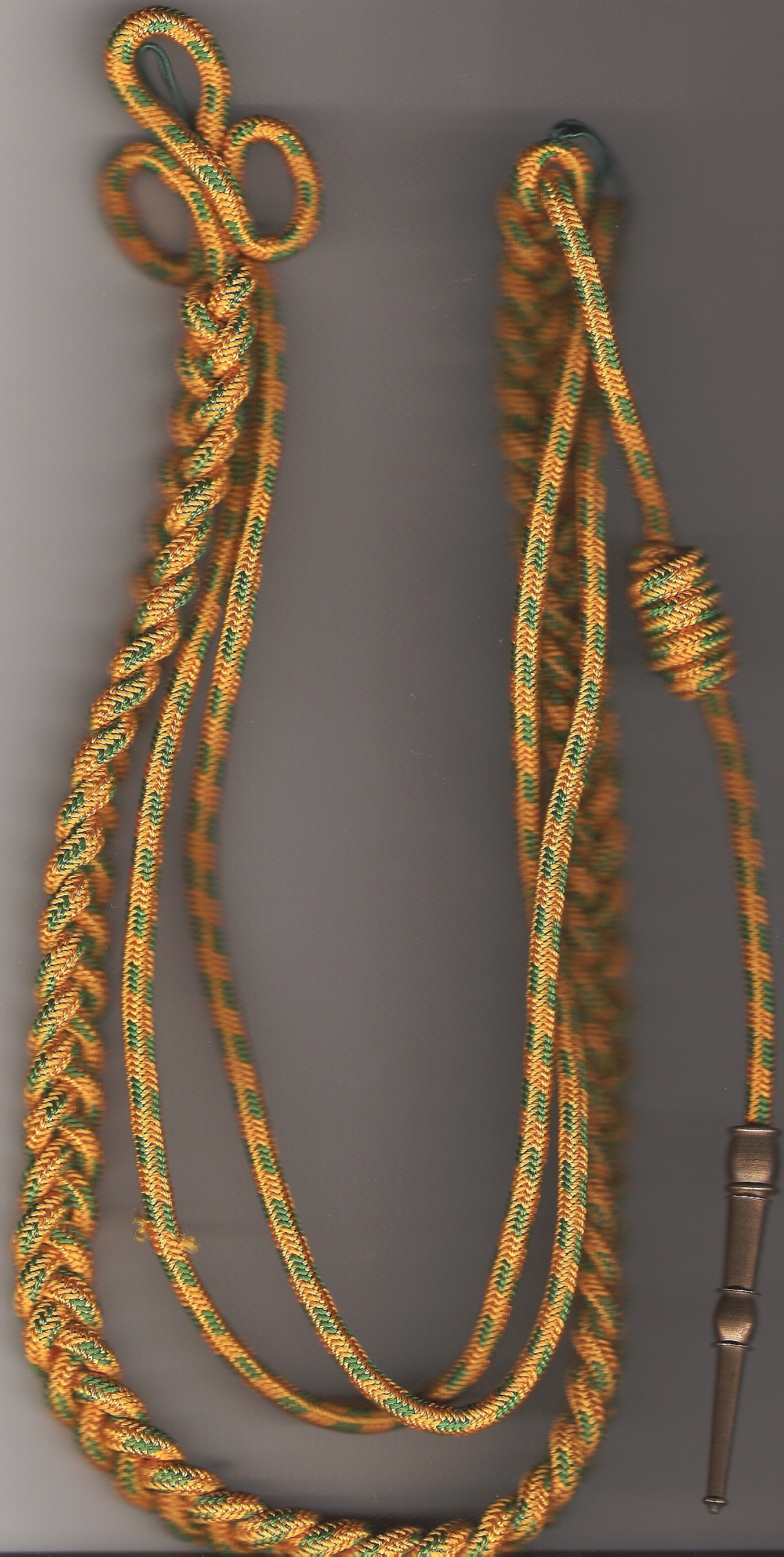
Fourragère aux couleurs du ruban de la médaille militaire.

- Hohenlinden 1800
- Tarragone 1811
- Sébastopol 1854-1855
- Champagne 1915
- Verdun-L'Aisne 1916-1917
- La Somme 1916
- Tardenois 1918
- Roulers 1918

## Décorations
Sa cravate est décorée de la Croix de guerre 1914-1918 avec quatre citations à l'ordre de l'armée. 
Il a le droit au port de la Fourragère aux couleurs du ruban Médaille militaire décernée le 10 décembre 1918.

## Faits d'armes faisant particulièrement honneur au régiment
Historique et citations du régiment "14-18 " (http://tableaudhonneur.free.fr/42eRI.pdf)

Ayant servi au 42 RI MECA classe 74/6 dont la devise était : « Hardi le 42 ». Le régiment a participé en collaboration avec les autorités Allemandes au renforcement de la garde de la prison de la ville lors de l'enfermement de membres de la bande à Baader. Les Allemands craignaient des possibilités d'évasion. 

## Personnalités ayant servi au42eRI
- Étienne-Charles de Damas-Crux (1754-1846), sous-lieutenant au régiment du Limousin-infanterie, le 22 février 1770 ;
- Marie-Angélique Duchemin (1772-1859), sergent-chef, blessée au siège de Calvi, première femme récipiendaire de la Légion d'honneur[14] ;
- Charles Troufleau (1878-1916) professeur de lettres et poète, figure parmi les 560 écrivains morts pour la France au Panthéon
- Paul-Jules Jardot, l'un des cinq frères Jardot morts pour la France pendant la Première Guerre mondiale ;
- Henri Muller (1900-1944), Compagnon de la Libération ;
- Albert Eggenspiller (1915-1955), officier des Forces Françaises Libres, Compagnon de la Libération, Mort pour la France lors de la guerre d'Indochine, y a effectué son service militaire en 1936 ;
- Pierre Arditi (comédien), Bob Decout (auteur, réalisateur) et Gérard Lesoeur (artiste peintre) servirent au 42e RI de 1964 à 1965, sous le commandement du colonel Wagner.
- Paul Doncoeur (1880-1961), aumônier du régiment durant la grande guerre. Il fait partie des aumôniers les plus décorés de la Première Guerre mondiale.

## Sources et bibliographie
- 1914-1918 Historique sommaire du 42e régiment d'infanterie ; Imprimerie Schmitt Frères ; Belfort.
- Général Andolenko : À partir du Recueil d'Historiques de l'Infanterie Française (Eurimprim 1969).
- French Infantry Regiments and the Colonels who Led Them: 1791 to 1815
- Émile Mugnot de Lyden : : Nos 144 Régiments de ligne
- Historiques des corps de troupe de l'armée française (1569-1900)